# Babar Azam
  Babar Azam    (Lahore, 15 d'octubre de 1994) és un jugador de cricket internacional pakistanès i capità de l'equip nacional de cricket del Pakistan en tots els formats. És considerat àmpliament com un dels millors batedors del cricket mundial contemporani. Actualment és l'únic jugador de cricket del món que es troba entre els 5 primers rànquings en tots els formats i actualment es troba com el batedor número u en ODI, quart en T20I i Tests. Un batedor dretà de primer nivell, capitaneja Peshawar Zalmi al PSL i Central Punjab al cricket nacional del Pakistan. Amb 42 victòries, és el capità T20I més reeixit de tots els temps.

BABAR AZAM

És el batedor T20I més prolífic del Pakistan i el seu primer segle T20I de 122, que va anotar contra Sud-àfrica, és la puntuació individual actual més alta d'un pakistanès, en el format. Azam va ser membre de l'equip del Pakistan que va guanyar el Trofeu de Campions ICC 2017.

## Primers anys de vida
Babar Azam va néixer el 15 d'octubre de 1994 en una família musulmana punjabi a la ciutat emmurallada de Lahore, i recorda els records de "jugar al cricket i passejar com un ocell lliure per aquells carrers". Els seus cosins germànics més grans (a través del seu oncle patern gran) Kamran i Umar Akmal van ser el motiu pel qual es va sentir atret pel cricket, i les seves històries el van inspirar a adoptar el cricket com la seva professió. Havia estat un nen de pilota a l'estadi Gaddafi abans d'unir-se a una acadèmia de cricket i començar allà la seva carrera de cricket nacional. Va estar present durant la sèrie local que va jugar Pakistan entre 2006 i 2008.

## Carrera internacional
El maig de 2015, Babar va ser inclòs a l'equip pakistanès de l'ODI per a la sèrie local contra Zimbabwe. Va fer el seu debut a l'ODI en la tercera ODI el 31 de maig i va anotar un impressionant cinquanta anotant 54 carreres amb 60 boles. El seu impressionant debut li va valer un lloc tant a les esquadres de prova com a ODI seleccionades per a una sèrie fora de casa contra Sri Lanka. No va ser seleccionat per jugar a la sèrie Test. Durant la sèrie ODI, només va anotar 37 carreres en els dos partits que va jugar. Babar va ser inclòs a la plantilla de la sèrie ODI fora de casa contra Zimbabwe el setembre de 2015.
Va ser retingut a l'equip de l'ODI per a la sèrie local contra Anglaterra. En el primer ODI de la sèrie de quatre partits, va anotar 62 no out amb una taxa d'atac de 100 que va ajudar el Pakistan a guanyar el partit. Va tenir puntuacions de 4, 22 i 51 en els tres partits següents, respectivament. Va acabar la sèrie amb 139 carreres amb una mitjana de 46,33.
El gener de 2016, Pakistan va fer una gira per Nova Zelanda. En el primer partit de l'ODI, Babar va anotar 62 carreres amb 76 pilotes. Pakistan va perdre el partit per 70 carreres. Va ser el màxim anotador de carreres de la sèrie ODI amb 145 carreres en 2 entrades amb una mitjana de 72,50. A la sèrie ODI de cinc partits contra Anglaterra al juliol, va batejar en cinc jocs i només va anotar 122 carreres. Va fer el seu debut en el Twenty20 International amb el Pakistan contra Anglaterra el 7 de setembre. Va anotar 15 carreres invictes amb 11 pilotes. Pakistan va guanyar el partit i la sèrie.
A més de la sèrie d'Anglaterra, el Pakistan va jugar dues sèries ODI de partits contra Irlanda. En el primer ODI de la sèrie, Pakistan va vèncer a Irlanda per 255 carreres i va crear el rècord de la seva victòria més gran en termes d'execucions en un ODI. Babar va contribuir a la victòria del seu equip anotant 29 carreres.[19] Amb el segon i últim ODI abandonat a causa de la pluja, Pakistan va guanyar la sèrie 1–0.